# Athetis cristifera
Athetis cristifera là một loài bướm đêm trong họ Noctuidae.